# Proagôn
Le proagôn (grec προαγών, « pré-concours ») était dans la Grèce antique une cérémonie publique visant à annoncer des fêtes à venir.
À Athènes, le proagôn des Dionysies réunissait poètes, acteurs, choreutes, musiciens et chorèges, tous couronnés mais sans masque. Il avait lieu au lendemain du premier jour des Dionysies et permettait aux dramaturges d'annoncer au public la distribution, le titre et peut-être même l'intrigue des pièces à jouer, ainsi qu'aux juges d'être tirés au sort. C'était également l'occasion de prononcer l'éloge des citoyens notables, voire des étrangers qui avaient servi Athènes au cours de l'année. Ainsi, au cours de la guerre du Péloponnèse, les enfants orphelins de ceux qui avaient été tués au combat, furent exhibés dans l'Odéon en l'honneur de leurs pères. De même, en 406 av. J.-C., la mort du dramaturge Euripide y fut annoncée par Sophocle en personne, pour l'occasion sans couronne.
On ne sait pas où le proagôn à l'origine avait lieu, mais, après le milieu du Ve siècle av. J.-C., il eut lieu à Athènes dans l'Odéon de Périclès, aux pieds de l'Acropole.